# Киржеманское сельское поселение (Атяшевский район)
Киржеманское се́льское поселе́ние — муниципальное образование в Атяшевском районе Мордовии Российской Федерации.
Административный центр — село Киржеманы.

## История
Статус и границы сельского поселения установлены Законом Республики Мордовия от 28 декабря 2004 года № 116-З «Об установлении границ муниципальных образований Атяшевского муниципального района, Атяшевского муниципального района и наделении их статусом сельского поселения, городского поселения и муниципального района».
В 2019 году в Киржеманское сельское поселение были включены все населённых пункты двух упразднённых сельских поселений (сельсоветов): Вечерлейского и Лобаскинского.

## Население
| 2002 | 2010  | 2012  | 2013  | 2014  | 2015 | 2016 |
| ---- | ----- | ----- | ----- | ----- | ---- | ---- |
| 1240 | ↘1069 | ↘1033 | ↘974  | ↘936  | ↘893 | ↘874 |
| 2017 | 2018  | 2019  | 2020  | 2021  |      |      |
| ↘833 | ↘825  | ↘779  | ↗1637 | ↗1848 |      |      |

## Состав сельского поселения
| №  | Населённый пункт | Тип населённого пункта | Население |
| -- | ---------------- | ---------------------- | --------- |
| 1  | Киржеманы        | село                   | ↘625      |
| 2  | Пенькозавод      | посёлок                | ↘105      |
| 3  | Челпаново        | село                   | ↘339      |
| 4  | Гаваево          | посёлок                | ↘3        |
| 5  | Лобаски          | село                   | ↘566      |
| 6  | Тазнеево         | село                   | ↘127      |
| 7  | Ахматово         | село                   | ↘196      |
| 8  | Вечерлей         | село                   | ↘404      |
| 9  | Дады             | село                   | ↘16       |
| 10 | Пичинейка        | деревня                | ↘19       |